# 언어의 정원
《언어의 정원》(言の葉の庭 고토노하노니와[*])은 신카이 마코토가 각본, 감독을 맡고, 코믹스 웨이브 필름에서 제작, 도호에서 배급한 2013년 일본 드라마 애니메이션 영화이다. 이리노 미유와 하나자와 카나가 목소리 출연, 감독의 전작과 달리 텐몬 대신 KASHIWA Daisuke가 음악을 맡았다. 주제곡 "Rain"은 1988년 오에 센리에 의해 작사, 초연되었지만, 영화를 위해 리메이크되어 하타 모토히로가 녹음했다. 영화가 개봉된 해에 모토하시 미노리가 만화화하고 신카이 마코토 본인이 소설화했다.
영화는 구두장이를 꿈꾸는 15세의 아키즈키 타카오와 27세의 여인 유키노 유카리가 비 오는 아침마다 신주쿠 교엔에서 이어가는 만남을 그린다. 타카오는 구두 디자인을 하기 위해 등교를 늦게 하고, 유키노는 직장에서의 개인적 문제 때문에 일을 나가지 않는다. 타카오가 유키노에게 구두에 대한 자신의 열정을 말하고 그녀에게 마음을 여는 동안에도 유키노는 자신의 이름을 포함해 그녀의 어떤 것도 밝히지 않는다. 타카오가 유키노에 대해 알게 될 때, 둘은 서로가 서로에게 "걷는 방법"을 가르쳐온 것을 알게 되며 감정은 절정에 이른다. 영화는 만엽집의 시와 일본 정원에서 일부 모티브를 얻었다. 신카이 감독에 따르면, 두 주인공의 나이와 행동의 차이는 어른들이 가끔 십대들보다도 성숙하지 않다고 느낄 만큼 사람들이 어색하게 성숙함을 나타낸다고 한다.
《언어의 정원》은 2013년 4월 28일 호주에서 열린 골드코스트 영화제에서 초연되었고, 2013년 5월 31일에 일본에서 개봉했다. 일본 초연에서는 신카이 감독의 단편 애니메이션 《누군가의 시선》과 함께 상영되었다. 《언어의 정원》은 일본 초연과 동시에 아이튠즈에서 공개되었고, 상영 기간 중인 6월 21일에 DVD와 블루레이가 발매되었다. 극장 반응은 상영 기간이 연장될 정도로 좋았으며 여러 국내 및 국제 영화제에서 상영되었다. 2013년 아이튠스 스토어에서 높은 순위에 올랐으며 2013년 아이튠스 최고의 애니메이션에 선정되었다. 2013년 애니메이션 고베, 국제 판타지아 영화제, 슈투트가르트 페스티벌 애니메이션 영화 부문에서 수상하였다. 온라인에서의 반응은 영화의 상영 시간, 전개, 감정 묘사에 대해서는 의견이 분분하면서도 예술성에 대한 칭찬으로 전반적으로는 긍정적이다.
《구름의 저편, 약속의 장소》, 《초속 5센티미터》의 신카이 마코토의 7번째 작품이다. 대한민국에서는 2013년 8월 14일에 개봉, 같은 해 제17회 부천국제판타스틱영화제에서 베스트 애니메이션 영화상을 수상하였다.

## 줄거리
《언어의 정원》은 로맨스 드라마 영화로 분류된다. 영화는 도쿄에 장마가 시작될 때 구두장이를 꿈꾸는 15세의 학생 아키즈키 타카오(秋月孝雄)가 신주쿠 교엔의 정원에서 구두 디자인을 스케치하기 위해 아침 시간 등교를 늦게 하는 것으로 시작한다. 그곳에서 그는 직장에 나가지 않고 초콜릿에 맥주를 즐기는 27세의 여성 유키노 유카리(雪野百香里)와 마주친다. 유키노는 그의 교복에 붙어 있는 학교 문장을 보고, 그와 작별할 때 단카를 남기면서 타카오가 그 시와 의미에 대해 궁금해하게 만든다. 비가 내리는 날마다 둘의 만남은 계속되고 둘은 서서히 친해지게 되지만, 서로 공식적으로 자신을 소개하지는 않는다. 유키노가 타카오의 구두 디자인에 관심을 보이면서, 그는 그녀의 발 사이즈에 맞는 구두를 만들기 시작한다. 장마철이 끝나면서, 타카오는 공원 방문을 끊고 그의 일에 집중한다.
なるかみの, すこしとよみて,
さしくもり,
あめもふらぬか,
きみをとどめむ

[천둥소리도 희미하게 들리고,
하늘도 구름이 끼어서,
비가 오지 않을까?
그러면 당신을 붙잡을 수 있을 텐데] 
여름방학이 끝나고, 타카오는 학교에 돌아와서 유키노를 만나게 된다. 그의 친구들은 그에게 그녀가 문학 교사이며 그동안 학교에서 소문과 괴롭힘의 대상이 되어왔다고 말해준다. 유키노는 대면을 피하기 위해, 공포를 극복하고 다시 "걸을" 수 있기를 바라며 일을 피하고 공원으로 도피한 것이다. 하지만 유키노는 결국 일을 그만두고 학교를 떠난다. 그 날 오후, 타카오는 공원에서 유키노를 만나 그가 고전 교과서에서 찾은 만엽집의 2514번째 시, 유키노의 시에 대한 답가를 읊으면서 유키노를 맞이한다. 둘은 갑작스런 소나기에 흠뻑 젖게 되어, 유키노의 아파트로 가 함께 오후를 보낸다. 타카오가 저녁을 먹으며 그녀에게 고백을 하자, 유키노는 감동하면서도 그에게 그녀가 교사임을 재확인시키며 그녀가 시코쿠의 고향으로 이사하게 된다는 것을 밝힌다. 타카오는 갑자기 아파트를 나가고, 유키노는 자신의 잘못을 깨닫고 그를 따라나서 계단에서 그와 마주친다. 타카오는 자신이 그동한 해온 말들을 취소하고 그녀의 비밀스러움과 그에게 알려주지 않는 것에 대해 화를 낸다. 유키노가 그를 껴안고서 공원에서 그와 함께 보낸 시간이 그녀를 구했다고 말하고, 둘은 서로를 껴안고 운다.
なるかみの, すこしとよみて,
ふらずとも,
わはとどまらむ,
いもしとどめば

[천둥소리만 들리고,
비가 내리지 않는다 해도,
나는 머무를 겁니다,
당신이 붙잡아 준다면] 
크레딧 장면에서는 유키노가 시코쿠에서 계속 교편을 잡을 동안 타카오가 자신의 꿈을 향해간다. 크레딧이 끝나고, 타카오는 겨울에 다시 공원에 찾아와 유키노에게 쓴 편지를 읽고 벤치에 완성된 구두를 올려놓은 후, 그의 직업에서 성공을 거둔 후 다시 그녀를 찾겠다고 맹세한다.

## 주요 등장인물
- 아키즈키 타카오(秋月孝雄)

구두장이를 목표로 하는 15세의 고등학교 1학년 학생. 구두 관련 전문학교를 진학하기 위해 아르바이트까지 하고 있다. 비가 오는 날이면 오전 중에는 학교에 가지 않고, 정원에 앉아 구두의 디자인을 스케치한다. 성우는 이리노 미유, 한국어판 성우는 심규혁, 영어판 성우는 패트릭 풀(Patrick Poole). 어린 시절 장면의 성우는 세키네 와타루, 영어판 성우는 블레이크 셰퍼드(Blake Shepard).
- 유키노 유카리(雪野百香里)

타카오가 비 내리는 날 정원에서 만난 27세의 의문의 여성. 정원에서 혼자 술을 마시다가 타카오와 처음 만나게 된다. 타카오는 이후 그녀가 그의 고등학교 고전 교사라는 것과 그녀가 그녀를 괴롭히는 학생들 때문에 일에 나가지 않는다는 것을 알게 된다. 성우는 하나자와 카나, 한국어판 성우는 공경은, 영어판 성우는 매기 플레크노(Maggie Flecknoe). 신카이 마코토의 다른 작품 《너의 이름은.》에서도 등장한다.
- 타카오의 어머니

타카오의 47세 어머니. 타카오의 아버지와 이혼한 후 가족보다는 새 연인에 더 관심을 가진다. 성우는 히라노 후미(平野文), 한국어판 성우는 공경은, 영어판 성우는 셸리 컬린블랙.
- 아키즈키 쇼타(秋月翔太)

타카오의 26세 형. 작중 연인과 함께 살기 위해 분가한다. 타카오의 구두 디자인을 그저 신기하게 생각한다. 성우는 마에다 다케시, 한국어판 성우는 장민혁, 영어판 성우는 크래시 부이스트(Crash Buist).
- 쇼타의 연인

타카오 형의 24세 연인. 타카오에게 상냥하게 대하고 그의 구두 디자인에 관심을 보인다. 성우는 테라사키 유카, 한국어판 성우는 이명희, 영어판 성우는 브리트니 카바우스키.
- 마츠모토(松本)

타카오의 친구이자 사토의 남자친구. 성우는 이노우에 스구루, 한국어판 성우는 김상백, 영어판 성우는 마이크 예거(Mike Yager).
- 사토(佐藤)

타카오의 친구이자 마츠모토의 여자친구. 2학년이다. 성우는 한 메구미(潘めぐみ), 한국어판 성우는 선은혜, 영어판 성우는 앨리슨 섬럴(Allison Sumrall).
- 아이자와(相沢)

타카오의 학교의 3학년생. 유키노의 문제에 원인을 제공한다. 성우는 코마츠 미카코, 영어판 성우는 힐러리 헤이그.

### 한국판 성우진
- 심규혁 - 아키즈키 타카오
- 공경은 - 유키노 유카리 / 타카오의 엄마
- 장민혁 - 타카오의 형
- 이명희 - 형의 여자친구
- 선은혜 - 사토
- 김상백 - 마츠모토
- 임정길 - 이토
- 윤호
- 사문영
- 이보희

## 제작
《언어의 정원》은 각본과 감독 모두 신카이 마코토가 맡아 진행했다. 그는 또한 스토리보드, 애니메이션 구성, 키 애니메이션, 편집에 전반적으로 관여했다.
신카이 감독에 따르면, 제작에 있어서의 그의 폭넓은 개입은 제작사의 규모가 크지 않은 것과 그의 생각을 영화에 더 정확히 담아내기 위해 많은 요소들을 다루게 된 것 때문이다.
영화는 신카이 크리에이티브와 코믹스 웨이브 필름에서 제작되었고, 프로듀서는 카와구치 노리타카였다. 애니메이션 감독 츠치야 켄이치는 캐릭터 디자인을, 타키구치 히로시는 미술감독을 맡았다.
 영화에 대한 계획은 2012년 봄에 시작되었고 같은 해 12월 24일에 공개되었다. 일본 개봉은 제작 초반부터 2013년 전반기로 예정되었다. 제작은 신카이 감독의 신주쿠 인근 로케이션 탐색으로 시작하여 6개월밖에 걸리지 않았다. 제작은 그가 촬영한 사진을 기반으로 스토리보드를 제작한 이후 공식적으로 제작이 시작되었다.
신카이 감독은 2013년 초에 영화의 만화화에 대해 언급했으며, 만화화는 모토하시 미도리에 의해 이루어졌다. 같은 해 4월, 신카이 감독은 자신이 만화화에 참여하고 있지 않으며, 작업을 만화가에게 맡겼다고 언급했다. 하지만 완성된 만화에는 분명 관심을 가졌다.

### 영감, 모티브 및 은유
제작 초반 신카이 감독의 발언에 따르면, 《언어의 정원》은 그가 일본의 전통적인 "사랑"의 의미를 이용해 이야기를 만들어보려 한 첫 시도였다. 만엽집의 시대에, 현대에 야마토 고토바(大和言葉)로 알려진 일본 고유어는 한자로 쓰여지기 시작했고, "사랑"을 뜻하는 단어 코이(恋)는 孤悲("고독의 슬픔")으로 쓰였다. 신카이 감독이 밝혔듯, 연애(恋愛)로 대표되는 더 현대적인 사랑의 개념은 서양의 영향을 받았다. 《언어의 정원》은 코이의 본래적 의미—"고독 속에서 누군가를 기다림"—를 현대를 배경으로 강조한다. 신카이 감독에 따르면, 고독은 영화의 주요한 요소이다. 한 인터뷰에서, 그는 사회 관계에서 고독이나 불완전함을 느끼는 이들을 위로하고픈 소망을 가지고 영화를 제작했다고 언급했다. 하지만, 그는 "이 영화는 고독을 반드시 고쳐져야 하는 것으로 다루지 않는다"는 것을 강조했다.

미술(위)은 사진(아래)을 기반으로 하여 표현되었다.

이야기는 고독을 주제로 하면서도, 만엽집의 시 및 배경인 일본 정원과 함께 구두와 비를 모티브로 한다. 비는 슬프고 어둡게 보이기도 하지만, 《언어의 정원》에서는 세상을 더 활기차게 하며 삶의 현실과 사회에서의 어려움으로부터 두 주인공을 보호한다. 신카이 감독은 사랑과 비의 공통점도 강조했다—둘 다 통제되거나 멈춰질 수 없다는 것이다.
신카이 감독에 따르면, 구두는 유키노가 다시 걷는 법을 배우고 타카오의 구두 제작이 그들의 관계를 특징짓는 동안의 삶을 의미한다. 마찬가지로, 유키노의 음식과 음료 선택—스트레스성 미각 장애로 인한 처음의 맥주와 초콜릿—은 그녀의 정신적 건강 상태를 의미한다.
신카이 감독의 영화 다수에서, 오해와 짝사랑으로 인한 슬픈 결말이 자주 등장한다. 신카이 감독에 따르면, 그의 이야기들은 흔하게 일어나는 이러한 경험을 대할 수 있도록 십대들을 위로하기 위해서이다. 한 인터뷰에서, 그는 여자에게 거절당하는 것에 익숙해졌으며, 그의 이야기들은 등장인물들이 비록 사랑에서는 성공적이지 못하지만, 계속 도전하기 때문에 힘이 나게 한다고 느껴진다고 언급했다. 《언어의 정원》은 사람들이 얼마나 우리가 생각하는 것처럼 순조롭고 아름답게 성장하지 않는지를 묘사했다. 신카이 감독 자신도 "우리는 27세의 나이에도 아직 모두 어린아이"라고 언급하며 27세의 나이에도 똑똑하거나 성숙하다고 느끼지 못하는 유키노와 자신을 비교할 수 있었으며, 하나자와 카나 성우도 그 점에 동의했다.
《언어의 정원》의 초기 구상은 현대 도쿄의 일상적 풍경의 아름다움을 영화에 담아 보여주고 싶다는 신카이 감독의 소망에서 비롯되었다. 신주쿠에서 10년을 거주하면서, 그는 영화의 로케이션을 그곳으로 선택하고, 스토리보드 제작을 위해 수천 장의 사진을 찍기 시작했다. 그가 좋아하는 일본 내 장소들의 평화와 조화를 공유하고 싶어하며 영화가 사람들의 방문을 이끌어 줄 거라고 희망하면서, 신카이 감독은 영화 내 정원을 신주쿠 교엔을 모델로 했다. 3.11 대지진 이후, 그는 그곳이 파괴될지 모른다고 걱정하며 애니메이션 영화 안에 보존하고 싶어 했다.

### 애니메이션

등장 인물의 피부에 나타난 빛의 굴절을 그려내기 위해 새로운 채색 기법을 사용했다.

다른 일본 아니메와 같이, 《언어의 정원》은 셀 애니메이션, 로토스코프, 그리고 영화의 비 장면의 사실적 표현을 가능하게 하는 컴퓨터 애니메이션(CGI)이 결합되어 제작되었다. 신카이 감독은 영화 배경의 절반을 그의 사진을 기반으로 그 위에 어도비 포토샵을 이용해 그리는 방식으로 제작했으며, 나머지 절반은 전통 애니메이션 기법과 컴퓨터 그래픽으로 탄생한 가상의 장소이다. 그의 다른 영화들과 같이, 배경은 생기 있고 섬세하게 그려진 풍경이며 등장 인물들은 덜 자세하게 그려지긴 했지만 그래도 현실적이고 사실적이다.
공원의 비 오는 장면을 위해서, 채색의 채도가 낮춰졌으며, 옅은 녹색의 셰이딩이 우울한 비 오는 날씨에 맞추어 사용되어, 디테일을 살리고 등장 인물을 강조한다. 톤을 배경에 맞추고 조명을 더한 것은 등장 인물의 얼굴을 강조하는 데 도움이 되었다. 신카이 감독에 따르면, 새로운 채색 기법이 세심한 시험을 거쳐 선택되었다. 그 기법에는, 피부에 나타난 빛의 굴절을 자연스럽게 그려내는 "새롭고 혁신적인" 기법 및 각 등장 인물과 배경의 채색을 결합시키는 것이 포함되었다. 이것은, 빛과 그림자 부분을 분리하기 위한 선을 포함하는 등장 인물의 윤곽을 칠하고 배경의 색을 표면에 더함으로써 이루어졌다. 신카이 감독은 이 채색 기법이 애니메이션을 여러 작품 중에서 돋보이게 만들었다고 느꼈다.

### 캐릭터 디자인과 캐스팅
신카이 감독은 원래 타카오를 사람들을 돕고 싶어하는 소년으로 구상했으나, 창조적인 작업이 보람과 성취감이 있는 활동이 될 수 있기에 무언가를 만드는 것에 대한 열정을 가져야 한다고 느꼈다. 제작품에 대한 리스트에서, 그는 "구두"라는 단어를 골랐다. 그것을 스토리 초안에서 시험해 보고 나서, 그는 잘 맞는다는 걸 확인했고, 나중에 구두장이들도 사람들이 걷는 걸 도와준다는 것을 깨달았다.
원래의 이야기를 나머지 팀원들에게 공개할 때, 신카이 감독은 의도치 않게 유키노가 이기적으로 다가올 수 있겠다는 걸 알게 되었다. 이를 해결하기 위해, 그는 그녀의 성격에, 불편한 사건이 있을 때 그녀가 감정에 넘치는 등의 불안한 행동과 감정 기복을 더했다. 신카이 감독은 나중에 유키노에게서 보이는 이렇게 특이한 성격과 가끔의 직업상 어려움이, 그가 자신의 단편 영화 《그녀와 그녀의 고양이》를 주었던 전 연인에게서 보였다는 것을 깨달았다. 또한 유키노의 성격을 더 현실적으로 만들면서, 이러한 감정 기복은 그녀가 기복과 함께 어린 소년에게 매력 있게 보여야 하기 때문에 더욱 기획하기 어렵게 만들었다. 신카이 감독이 그녀에게 주목한 한 가지는 그녀의 외모였다. 그는 그녀가 멋진 옷차림으로, 특히 좋은 구두를 신고 있어야 한다고 느꼈다. 옷차림을 현실에 맞추기 위해, 그는 제화를 연구했고, 의상 코디네이터 및 스타일리스트와 함께 일했으며, 주마다 그의 스태프와 의상 회의를 했다.
유키노의 성격에서 "복잡하고 사실적인 요소들" 중 하나는 그녀의 목소리만이 담을 수 있는 그녀의 순수한 감정이었다. 오디션 녹음 테이프를 듣는 데 며칠이나 걸린 끝에, 신카이 감독은 마침내 주로 매우 높은 소리의 어린 소녀들 역을 맡지만 본래 목소리는 낮은 하나자와 카나를 선택했다. 하나자와 성우의 목소리가 신카이 감독에게 인상을 남긴 한 가지는 매우 다양한 범위를 표현할 수 있는 그녀의 능력이었다.
신카이 감독이 하나자와 성우를 캐스팅한 것을 기쁘게 여기게 한 것은 영화의 마지막 장면이었다. 신카이 감독은 유키노가 울 때, 감정의 지속적인 분출을 강조하기 위해 인상적이어야 한다는 것을 알고 있었다. 신카이 감독에 따르면, 음악만으로는 필요한 효과를 만들 수 없었지만, 하나자와 성우는 지도 없이도 완벽한 연기를 보여주었다. 한 인터뷰에서 그는, "저는 저 우는 장면에서의 하나자와 씨의 연기만이 영화를 완성시켰다고 믿습니다."라고 언급했다. 이 마지막 장면은, 첫 테이크로 완벽하게 녹음되었으며, 타카오의 성우 캐스팅에 중심적인 역할을 했다. 많은 일본의 성우들이 순진한 15세 소년을 연기할 수 있음에도, 신카이 감독은 이리노 미유만이 마지막 장면에서의 지속적인 감정을 만들어낼 수 있다는 것을 알았다. 이리노 성우는 신카이 감독의 《별을 쫓는 아이》에서 슌과 신 역을 맡았다.

### 상영 시간
《언어의 정원》은 약 46분 정도의 길이로, 신카이 감독의 초기작들에서 보였던 짧은 길이의 경향을 따른다. 비록 그가 애니메 뉴스 네트워크와의 한 인터뷰에서 짧은 영화를 만드는 것이 좋다고 밝혔지만, 신카이 감독은 원래 영화의 계획은 극장에서 상영되는 것이 아니었다는 것을 강조했다. 그 대신, 그는 사람들이 평상에시 태블릿, 컴퓨터, 홈시어터에서 간편히 보게 하는 것을 의도했다. 의도했던 상영 시간은 제작 초기부터 특정되지는 않았고, 대신 제작 초기부터 영화가 짧으리라고 예상되더라도 타카오와 유키노의 관계가 강조되었다.
신카이 감독은 46분짜리 영화를 극장에서 팔기는 어렵다고 인정했다; 하지만, 영화 산업계의 많은 이들이 영화를 극장과 시사회에서 상영하는 것을 요청해왔다. 애니메 엑스포 2013에서의 한 인터뷰에서, 영화의 배급사 도호의 대표인은 이야기의 질과 감독의 평판이 영화를 극장으로 가져오는 결정에서 중요한 역할을 했다는 것을 강조했다.

### 음악
신카이 감독의 전작들에서, 음악은 텐몬에 의해 제작되었다; 하지만, 《언어의 정원》은 KASHIWA Daisuke의 음악을 들려준다. 그는 신카이 감독의 《초속 5센티미터》의 팬이었고 그에게 자신의 앨범 몇 장을 보냈다. 신카이 감독은 각본을 작성하면서 이 노래를 듣고 그중 한 앨범의 곡들을 영화 음악의 기반으로 정했다. 한 인터뷰에서, 신카이 감독은 그 음악은 영화를 "다른 애니메이션과는 다르게" 만드는 데 기본적으로 일조했다고 언급했다.
테마곡 "Rain"은 오에 센리가 작사, 작곡한 곡으로, 원래 유명한 1988년의 일본 곡이었다. 신카이 감독은 대학 생활 중 종종 오에의 곡을 듣는 걸 즐겼고, 영화의 테마 중 하나가 비이므로, 그가 제작에 임할 당시 가장 마음에 와닿은 곡이었다. 그는 특히 가사가 영화와 같이 일상생활을 담아서 그 곡을 좋아했다. 곡은 영화를 위해 2013년에 다시 만들어졌고, 하타 모토히로가 불렀다. 신카이 감독은 하타와 가끔 만나 하타의 예술가로서의 열정과 타카오의 그러한 점이 비슷하다는 데 주목했다. 신카이 감독은 하타의 목소리가 그에게 "내재한 고독"을 전하고 "약간 불안해하는 소년 같은 소리"였기에 완벽했다고 느꼈다.

### 만엽집의 단카
なるかみの　すこしとよみて　さしくもり　あめもふらぬか　きみをとどめむ (만요가나)
鳴る神の　少し響みて　さし曇り　雨も降らぬか　君を留めむ (한자)

雷神の音がかすかに響いて、空も曇って雨も降ってこないかしらねえ。そうすれば、あなたのお帰りを引き留めましょうに。(현대 역어)— (권11-2513)

유키노가 읊은 시. 현대어풍으로 해석하자면 다음과 같다. "천둥소리도 희미하게 들리고 하늘도 구름이 끼어서 비가 오지 않을까? 그러면 당신이 돌아가지 않도록 붙잡아 둘 수 있을 텐데"
이에 대한 타카오의 답가는 다음과 같다.
なるかみの　すこしとよみて　ふらずとも　わはとどまらむ　いもしとどめば (만요가나)
鳴る神の　少し響みて　降らずとも　我は留まらむ　妹し留めば (한자)

雷が少し轟き、雨が降らなくても、私は留まりますよ。あなたが引きとめて下されば。(현대 역어)— (권11-2514)

현대어풍으로 해석하자면 "천둥소리만 들리고 비가 내리지 않는다 해도 나는 머무를 겁니다. 당신이 붙잡아 준다면"이다.
소설판에서 두 시는 각각
"우렛소리 희미하고 구름이 끼고 비라도 내리면 그대 붙잡으련만(11권 2513)"
"우렛소리 희미하고 비가 오지 않아도 나는 여기 머무르오 그대 가지 마라 하시면(11권 2514)"
으로 나타내어진다.
첫 시에서 여자는 비를 핑계로 남자와 조금 더 있고자 한다. 그에 대해 남자는 비가 오지 않아도 그대가 원한다면 이곳에 남아 있겠다, 하고 답한다. 이 영화에서 타카오와 유키노의 만남의 계기는 다름 아닌 "비"이다. 처음에는 비오는 공원에서 우연히 만났을 뿐이지만, 그 만남이 이어지면서 둘은 점점 가까워진다. 타카오에게 유키노는 자신의 꿈을 처음으로 밝힌 상대였고, 유키노에게 타카오는 암담한 상황에 놓여 있던 자신을 편견 없이 대해 준 상대였다. 둘을 둘러싼 환경 모두 좋지 않았으며, 그렇기에 두 사람은 더욱 서로에게 깊은 감정을 느꼈을 것이다. 하지만 12살이라는 나이 차이와 교사와 학생이라는 신분 차이로 인해 둘은 서로의 마음을 전하지 못한 채 장마가 끝나 버린다. 비를 핑계로 이어 오던 두 사람의 만남은 끝을 맞았고, 서로를 볼 수 없었던 여름 방학 동안 서로를 그리워한다. 둘 사이를 이어 줄 수 있는 것은 비밖에 없었기에, 그 비가 끊기자 두 사람의 관계도 끝이 나 버린 것이다.
두 번째 시, 곧 남자의 답가에 대응하는 상황은 엔딩 장면이다. 남자는 "비가 오지 않아도 그대가 원한다면 남겠다"고 하며, 이는 비가 아닌 두 사람의 감정을 토대로 만남을 이어가겠다는 뜻으로도 해석할 수 있다. 엔딩 장면 직전, 유키노는 타카오에 대한 자신의 감정을 확인한다. 그 감정을, 그 말을 전하기 위해 유키노는 맨발로 뛰쳐 나간다. 엔딩 장면에서 타카오는 유키노에게 울면서 화를 내고, 유키노는 그런 타카오의 말에 계단을 뛰어내려가 그에게 안긴다. 이때 줌 아웃되면서 주위의 풍경이 나타나는데, 해가 보이고 햇빛이 둘을 비추는 동시에 비가 약하게 오고 있다. 이는 비를 만남의 계기로 삼았던 이전과는 달리, 비가 오지 않아도, 두 사람의 감정만을, 서로에 대한 사랑만을 토대로 관계를 이어 나가게 됨을 뜻하기도 한다.

### 제작 스태프
- 원작, 각본, 감독 : 신카이 마코토
- 작화감독, 캐릭터 디자인: 츠치야 켄이치(土屋堅一)
- 미술감독 : 타키구치 히로시(滝口比呂志)
- 음악 : KASHIWA Daisuke
- 이미지송 : 〈言ノ葉〉, 작사, 작곡, 편곡: 하타 모토히로 노래: 하타 모토히로
 엔딩 테마 : 〈Rain〉, 작사, 작곡 : 오에 센리(大江千里) 노래: 하타 모토히로
- 제작/저작 : Shinkai Creative, 코믹스 웨이브 필름
- 배급 : 도호 영상사업부

## 수상
아이튠스 스토어 스태프가 《언어의 정원》을 추천했을 뿐 아니라, 영화가 2013년 아이튠스 최고의 애니메이션에 선정되었다. 아이튠스에서의 높은 칭송에 더해, 《언어의 정원》은 2013 애니메이션 고베에서 수상작에 올랐다. 2013 국제 판타지아 영화제에서는 애니메이션 장편 부문 관객상과 동시에 사토시 콘 상을 《베르세르크 황금시대편》과 공동으로 수상했다.
 2014 슈투트가르트 애니메이션 영화 페스티벌에서는 애니메이션 장편 영화 부문에서 수상했다.

## 참고 문헌
- 《언어의 정원》 (블루레이) (일본어, 영어). Sentai Filmworks. 2013. ASIN B00CJ7Y19I.
- Ryang, S. (2006). 《Love in Modern Japan: Its Estrangement from Self, Sex and Society》. Routledge. 2017년 2월 16일에 확인함.
- Shinkai, M. (2013). 《언어의 정원》. 작화 모토하시 미도리. Vertical. ISBN 978-1-939130-83-9. 2017년 2월 16일에 확인함.
- Shinkai, M. (2014). 言の葉の庭 [언어의 정원] (일본어). 가도카와. ISBN 978-4-04-066399-9. 2017년 2월 16일에 확인함.
- Shinkai, M.; Hanazawa, Kana; Irino, Miyu (2013). 〈Director and Cast Interview (long ver.)〉. 《언어의 정원》 (블루레이) (일본어, 영어). Sentai Filmworks. ASIN B00CJ7Y19I.
- 〈The Works of Makoto Shinkai〉. 《언어의 정원》 (블루레이) (일본어, 영어). Sentai Filmworks. 2013. ASIN B00CJ7Y19I.